# Château de Cluis-Dessous

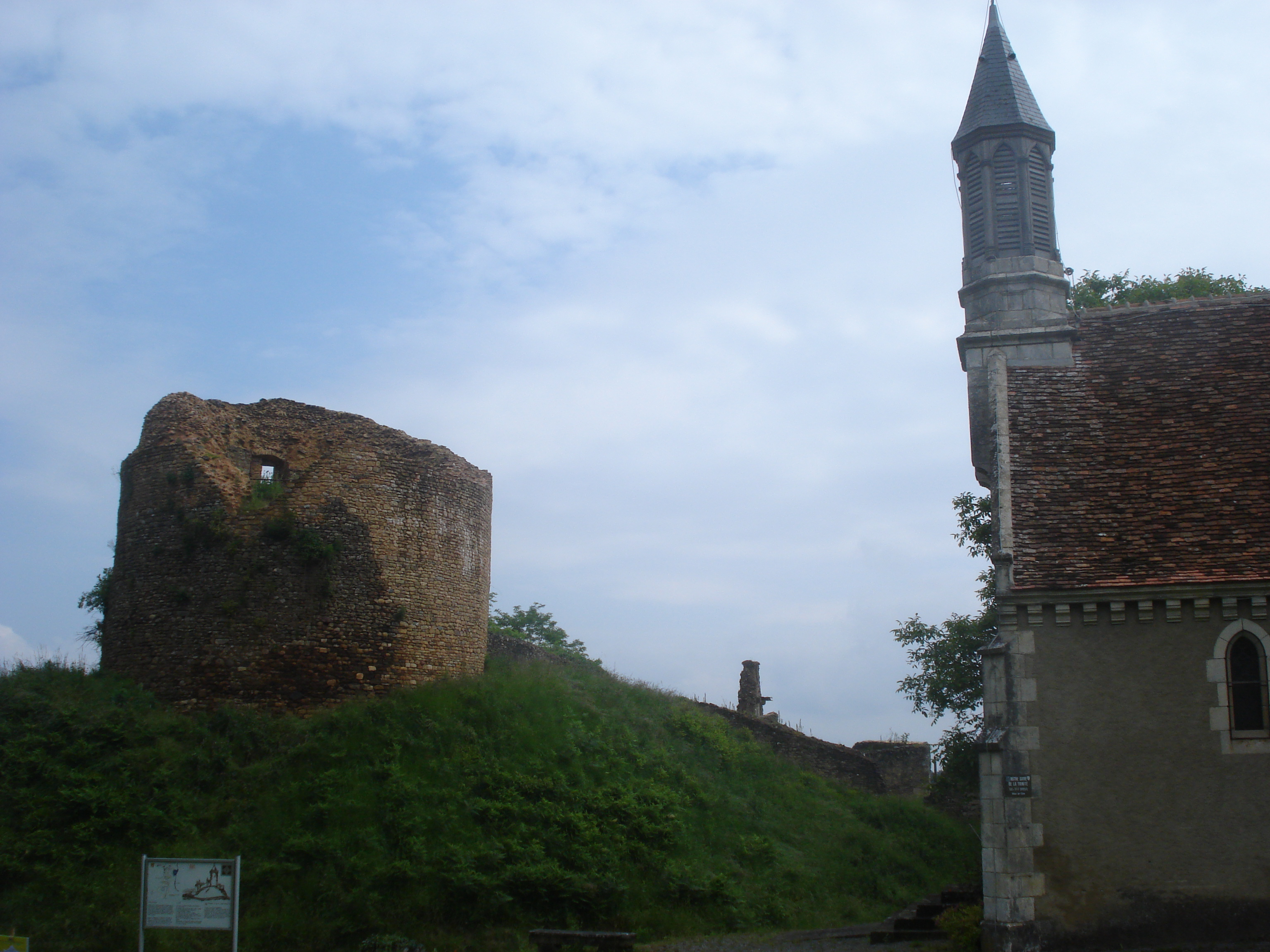
Ruines du château et clocher de la chapelle Notre-Dame de la Trinité de Cluis en 2008.

Le château de Cluis-Dessous  est un château fort en ruines situé à Cluis, en France.

## Localisation
Le château est situé sur la commune de Cluis, située dans le département de l'Indre, en région Centre-Val de Loire.

## Description
Le château de Cluis-Dessous était une maison seigneuriale composée d'un corps de logis rectangulaire et d'une tourelle d'escalier. De la grosse tour partent des courtines, flanquées de trois tours à meurtrières plus petites. 
Il a été construit sur un éperon rocheux bordé par la Bouzanne. Il sert de cadre à un spectacle estival tous les deux ans et des stages de restauration s'y déroulent chaque été.

## Historique
Le château était la propriété du seigneur de Déols, ayant appartenu en dernier lieu à Anne-Marie-Louise d'Orléans duchesse de Montpensier, cousine de Louis XIV. 
Les restes du château sont inscrits au titre des monuments historiques par arrêté du 11 décembre 1935.

## Galerie

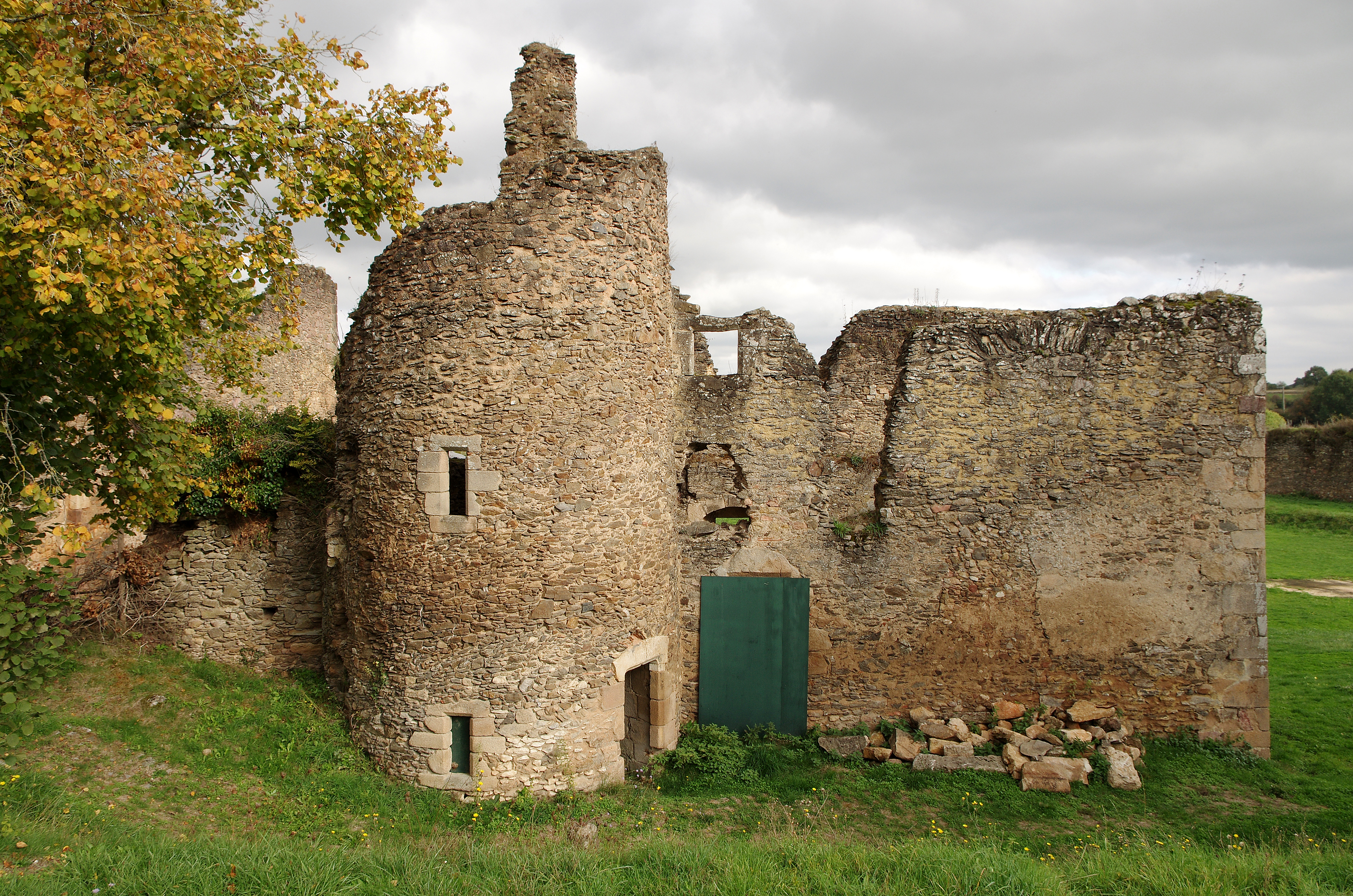
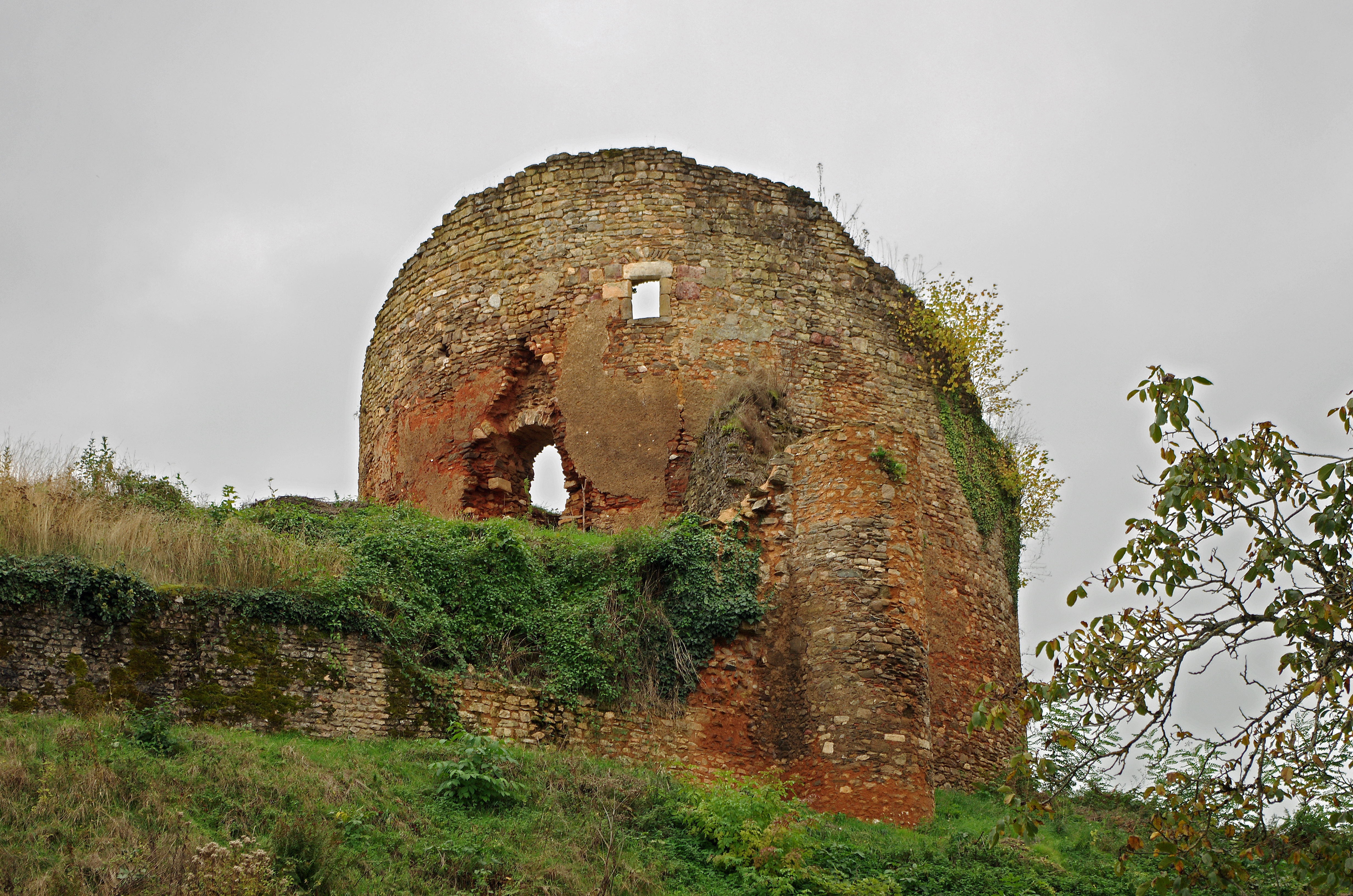
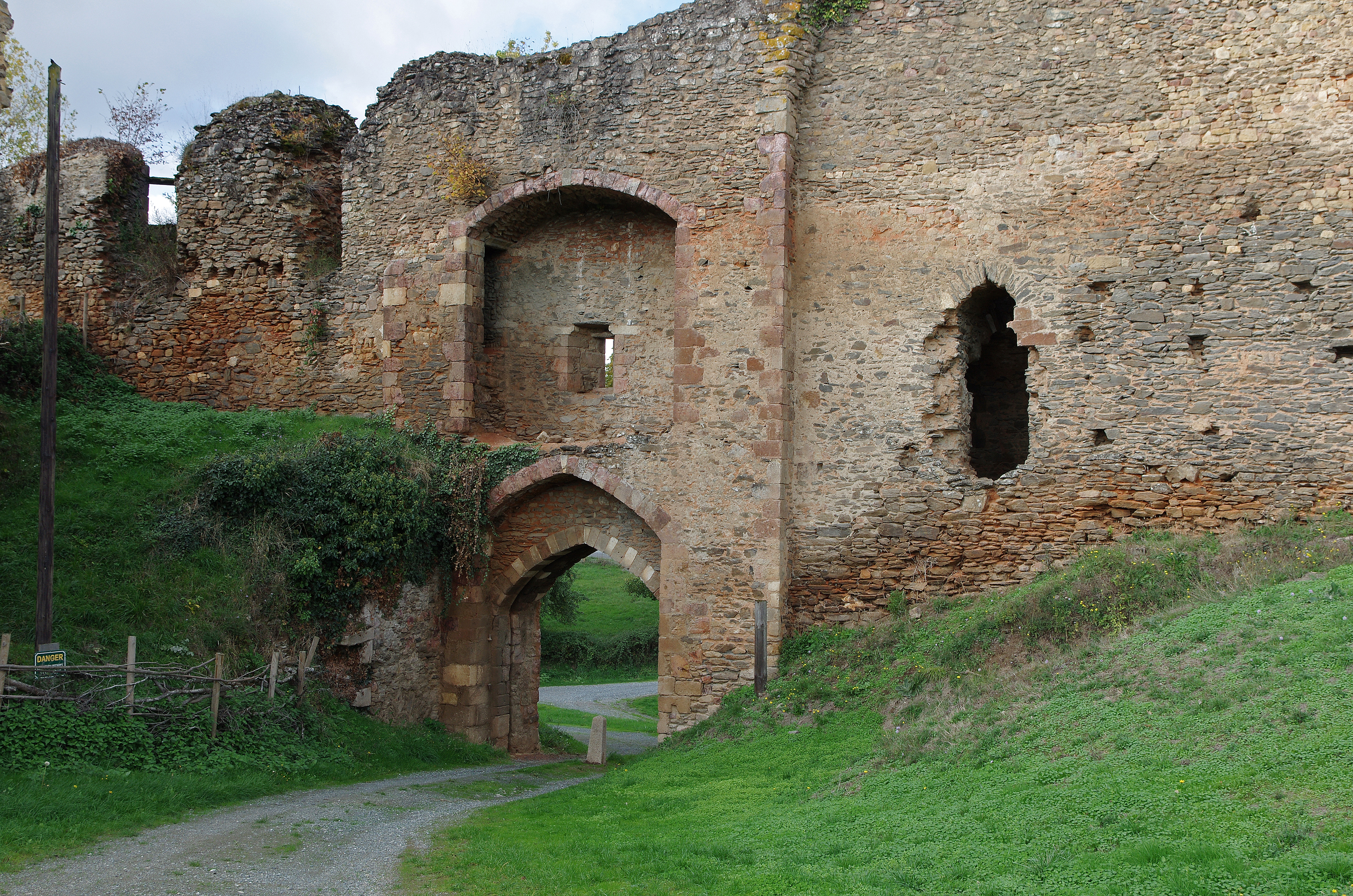